# رناتو د کارمینه
رناتو د کارمینه (ایتالیایی: Renato De Carmine؛ ‏ ۲۵ ژانویهٔ ۱۹۲۳ – ۱۸ ژوئیهٔ ۲۰۱۰) بازیگر اهل ایتالیا بود. وی که دانش‌آموختهٔ آکادمی ملی هنرهای نمایشی سیلویو دامیکو بود، عمدتاً در تئاتر فعالیت داشت، به‌ویژه در پیکولو تئاترو در میلان زیر نظر جورجو استلر. او همچنین در بیش از هفتاد فیلم، سریال تلویزیونی و فیلم تلویزیونی بازی کرد، از جمله فیلم بازگشت سپیددندان (۱۹۷۴) ساخته لوچو فولچی. او بر اثر کم‌خونی حاد درگذشت.
از فیلم‌هایی که وی در آن نقش داشته‌است، می‌توان به بازگشت سپیددندان، کنت آکوئیلا، داستان یک جوان فقیر، آلونسانفان، ویلیام تل، میلیدی و تفنگدارها، بال‌های زندگی و برای عشق، فقط برای عشق اشاره کرد.